# Perischoechinoidea
Sous-classe
Les Perischoechinoidea constituent une sous-classe d’oursins primitifs abondant dans les mers du Paléozoïque. À l’heure actuelle seul l’ordre des Cidaroida n’est pas éteint.

## Taxinomie
Selon ITIS (11 octobre 2013) et NCBI (11 octobre 2013) :
- Ordre : Cidaroida
- Ordre : Bothriocidaroida (éteint)
- Ordre : Echinocystitoida (éteint)
- Ordre : Megalopoda (éteint)
- Ordre : Palaechinoida (éteint)

World Register of Marine Species (11 octobre 2013) ne reconnaît pas ce taxon, le considérant paraphylétique ; il y est remplacé par la sous-classe Cidaroidea, qui ne contient que l'ordre des Cidaroida.
De fait, les données fossiles ne sont pas parfaitement concluantes : il est fort possible que les ordres recensés ici soient paraphylétiques et ne fassent que regrouper des formes basales hétérogènes aux apomorphies similaires.